# اسد بن فرات
اسد بن فرات فقیه و قاضی مسلمان و بنیان‌گذار سلسلهٔ بنی کلب در سیسیل بود. پس از وی ابن اغلب به حکمرانی رسید.